# Alerrandro
Alerrandro Barra Mansa Realino de Souza (* 12. Januar 2000 in Lavras, Minas Gerais) ist ein brasilianischer Fußballspieler.

## Karriere
Alerrandro entstammt der Jugend von Atlético Mineiro, wo er 2018 im Erwachsenenbereich debütierte und sowohl in der Staatsmeisterschaft von Minas Gerais als auch der Série A auflief. 2020 wechselte der Stürmer zum Série-A-Aufsteiger Red Bull Bragantino, wo er zudem in der Staatsmeisterschaft von São Paulo gegen den Ball trat. Hier etablierte er sich in seinem zweiten Jahr endgültig als Stammspieler, rückte aber 2023 zeitweise ins zweite Glied. Anschließend schloss er sich als Leihspieler dem Série-A-Aufsteiger EC Vitória an. Nachdem er in der Staatsmeisterschaft von Bahia mit fünf Treffern in zehn Spielen bereits zu überzeugen wusste und den Klub zum Staatsmeistertitel geführt hatte, erzielte er in der Série-A-Spielzeit 2024 15 Saisontore. Damit krönte er sich gleichauf mit Yuri Alberto vom SC Corinthians zum nationalen Torschützenkönig.
Im Februar 2025 wechselte Alerrandro ins Ausland und schloss sich mit einem Drei-Jahres-Vertrag mit Verlängerungsoption um eine Spielzeit dem russischen Klub PFK ZSKA Moskau an. Im russischen Pokalwettbewerb 2024/25 gewann er mit der Mannschaft den Titel, kam aber im Endspiel gegen den FK Rostow unter Trainer Marko Nikolić nicht zum Einsatz. Im Spiel um den russischen Supercup gegen den FK Krasnodar, das durch einen Treffer von Igor Sergejewitsch Diwejew mit 1:0 zugunsten der Moskauer entschieden wurde, wechselte Neutrainer Fabio Celestini ihn in der Schlussviertelstunde für Artjem Schumanski ein.

## Erfolge
Vitória
- Staatsmeisterschaft von Bahia: 2024